# Саки (Брестская область)
Саки (бел. Са́кі) — деревня в Беларуси, на западе Брестской области, Жабинковского района. Входит в состав Хмелевского сельсовета.

## История
Деревня Саки упоминается с конца XVI в. После присоединения к Российской империи оказалась в руках Яновичей, затем Задарновских и Пржиборав.
В XIX — начале XX в. существовали Сакскае крестьянское общество Збирожской волости, церковь, народное училище (с 1908 г.).
Согласно переписи 1897 г. в Саках было 57 дворов, 394 жителя, а также барские усадьбы, где жили 65 человек.
С 1912 г. открыта библиотека для крестьян. Последним собственником д. Саки являлся Шелюта.
В 1935 г. в деревне было 90 дворов, 328 жителей, школа.
22.06.1960 г. решением Совета по правам русской православной церкви при Совмине СССР Сакская церковь была снята с учёта (перед этим разобрана).
В 1970 г. в Саках 223 жителя. В 1998 г. — 73 двора, 169 жителей, существовал сельский клуб.
В 1978 г. закрыта начальная школа.
С 16.07.1954 г. до 3.07.1972 г. существовал Сакский сельсовет Жабинковского, в 1959—1962 гг. — Каменецкого, в 1962—1965 гг. — Кобринского, в 1965—1966 гг. — Брестского районов. С 1972 г. сельсовет преобразован в Хмелевский.
В 1954—1972 годах центр Сакского сельсовета.
В д. Саки находится братская могила 1944 г., которая включена в список историко-культурных ценностей Республики Беларусь.

## Население
- 1999 год — 164 жителей
- 2009 год — 137 жителей
- 2019 год — 141 жителей

## Достопримечательность
- Братская могила (1944).
- В 2007 году в д. Саки началось строительство храма в память пророка Ильи. Храм был открыт 20 октября 2012 года. Ежегодно 2 августа празднуется престольный праздник храма.

## Галерея

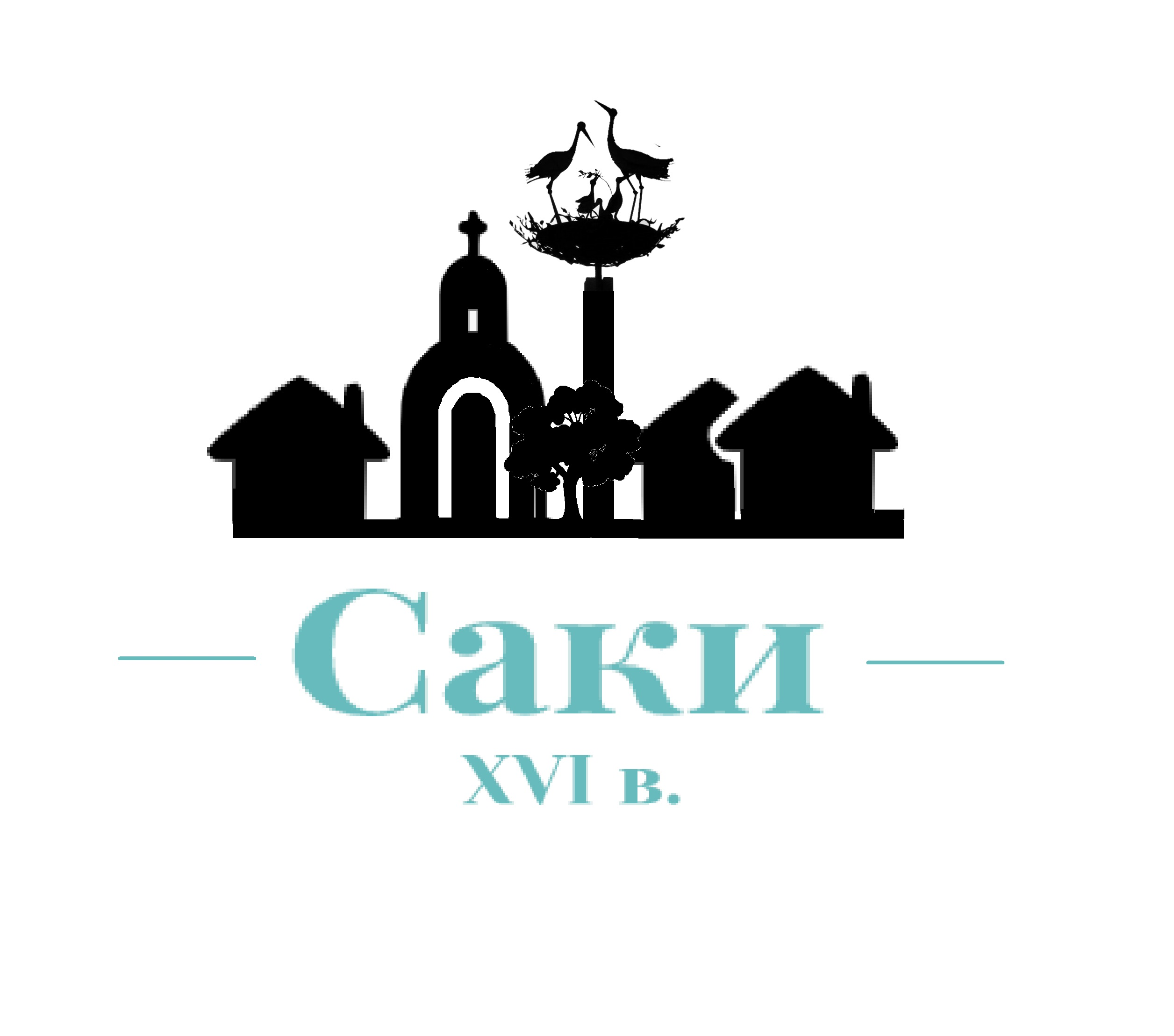
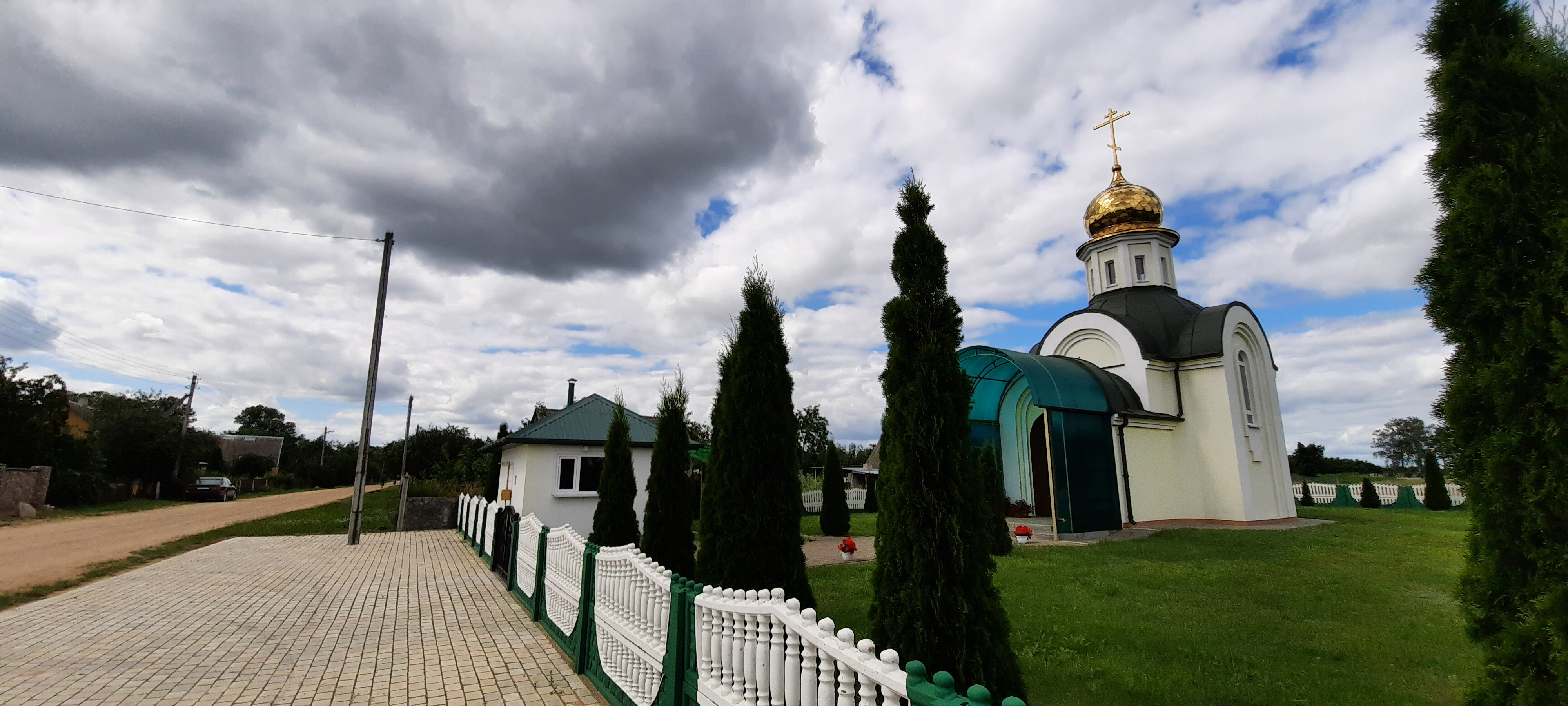
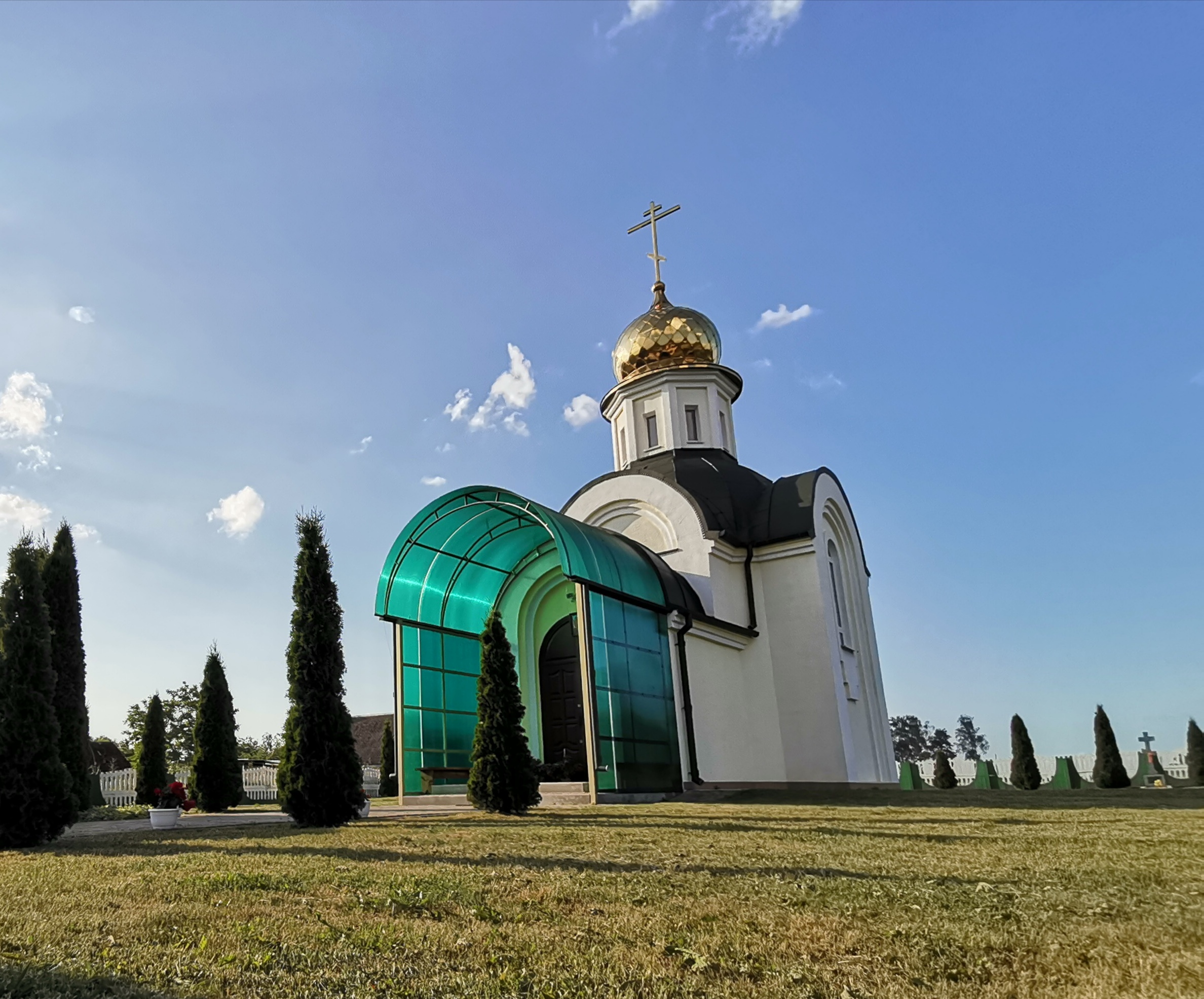
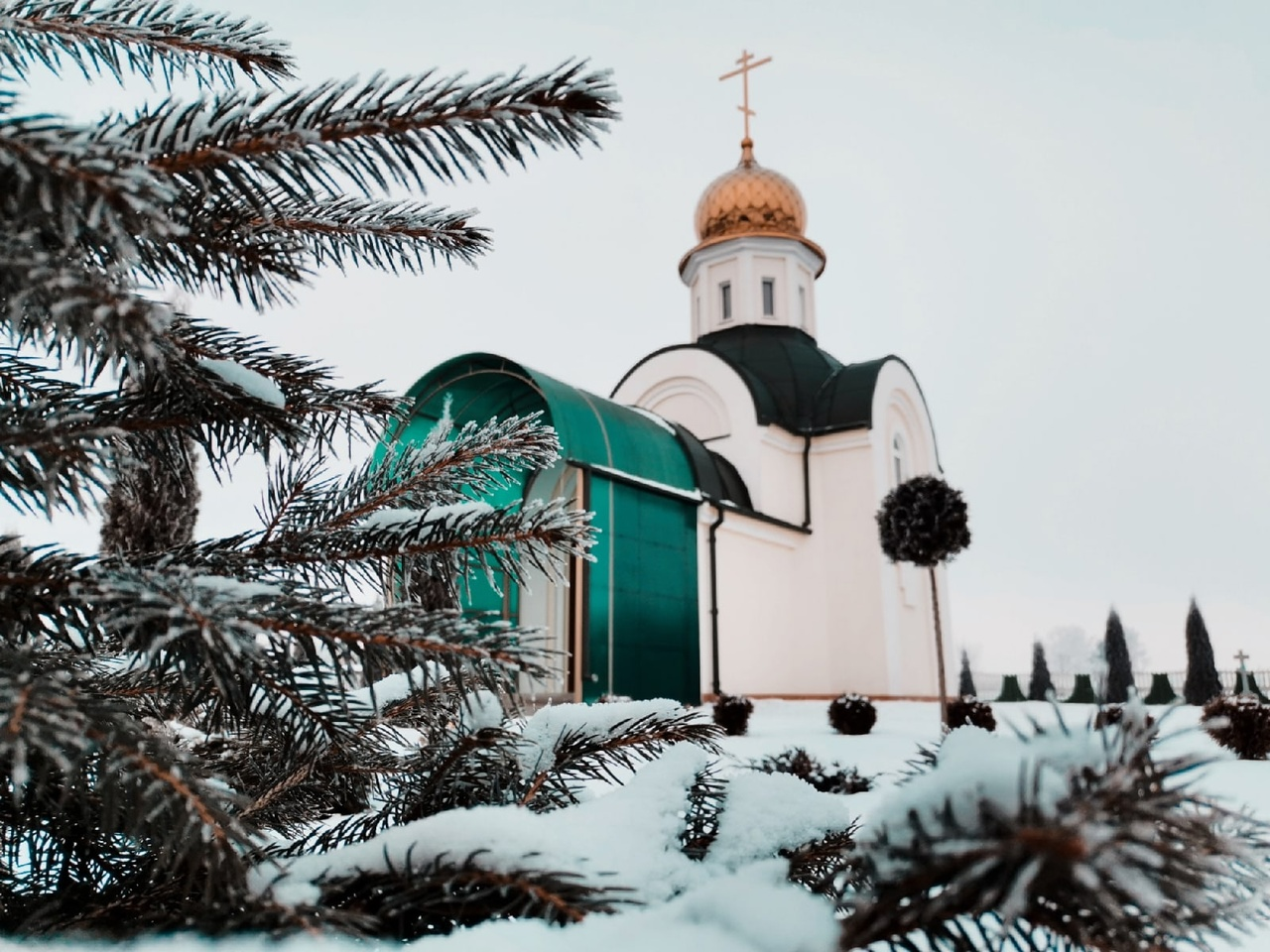
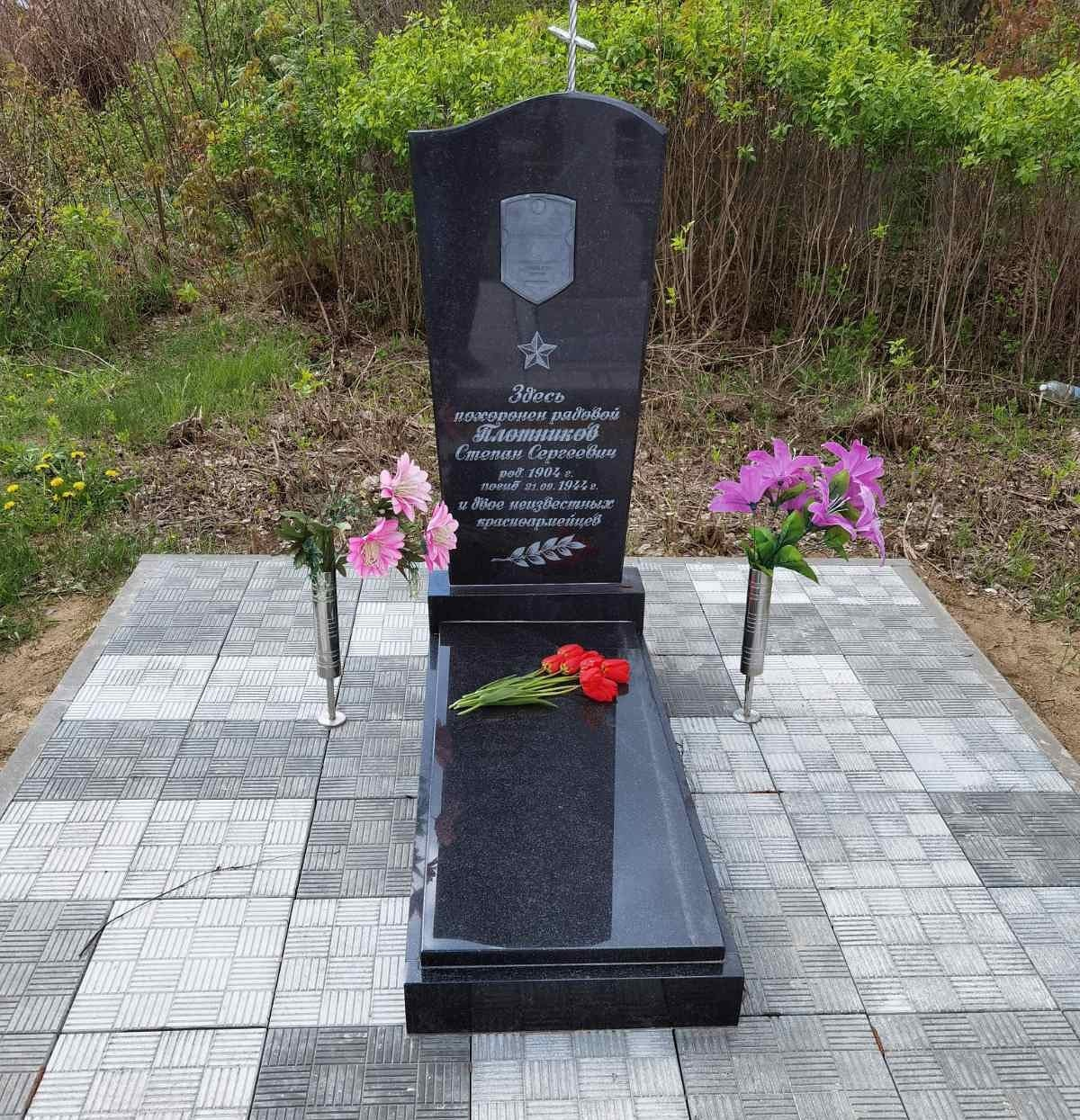
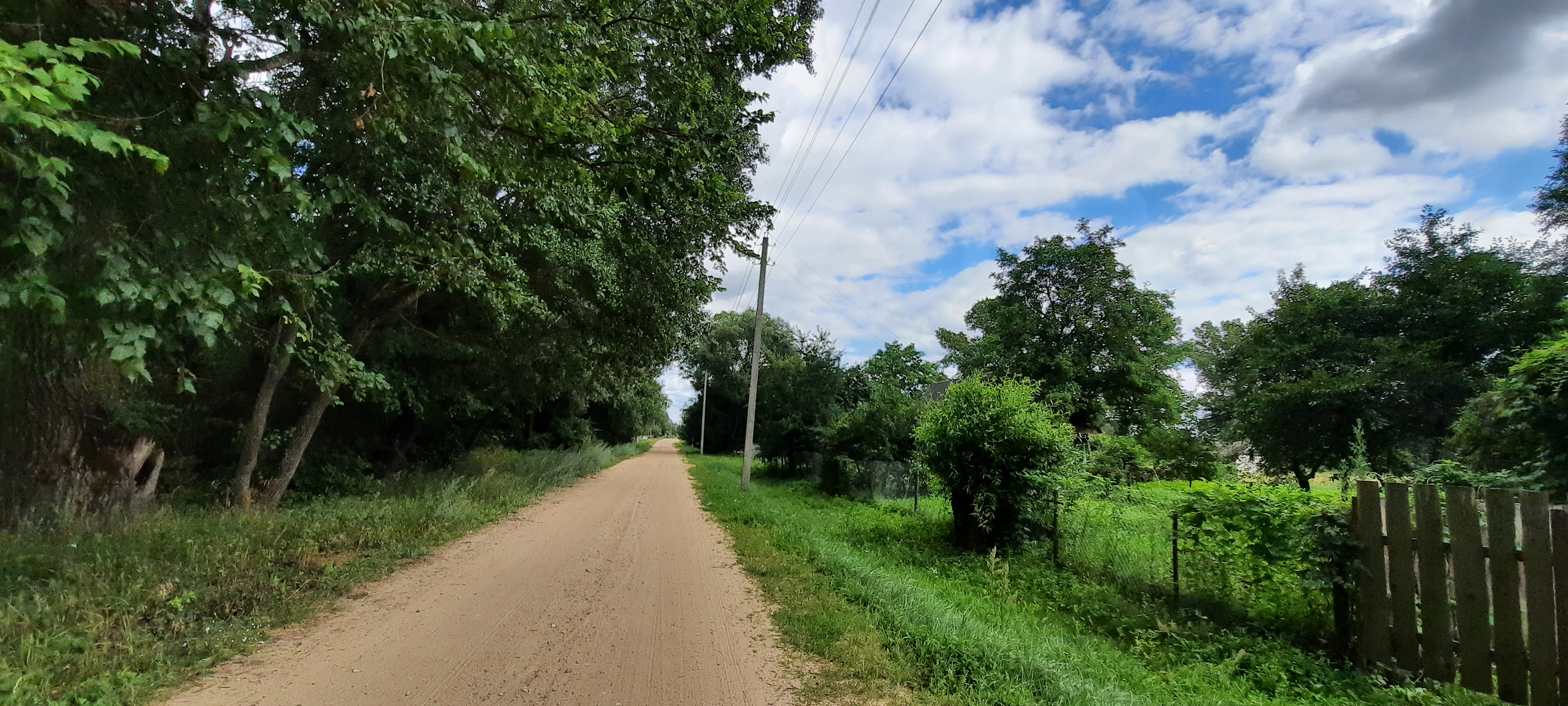
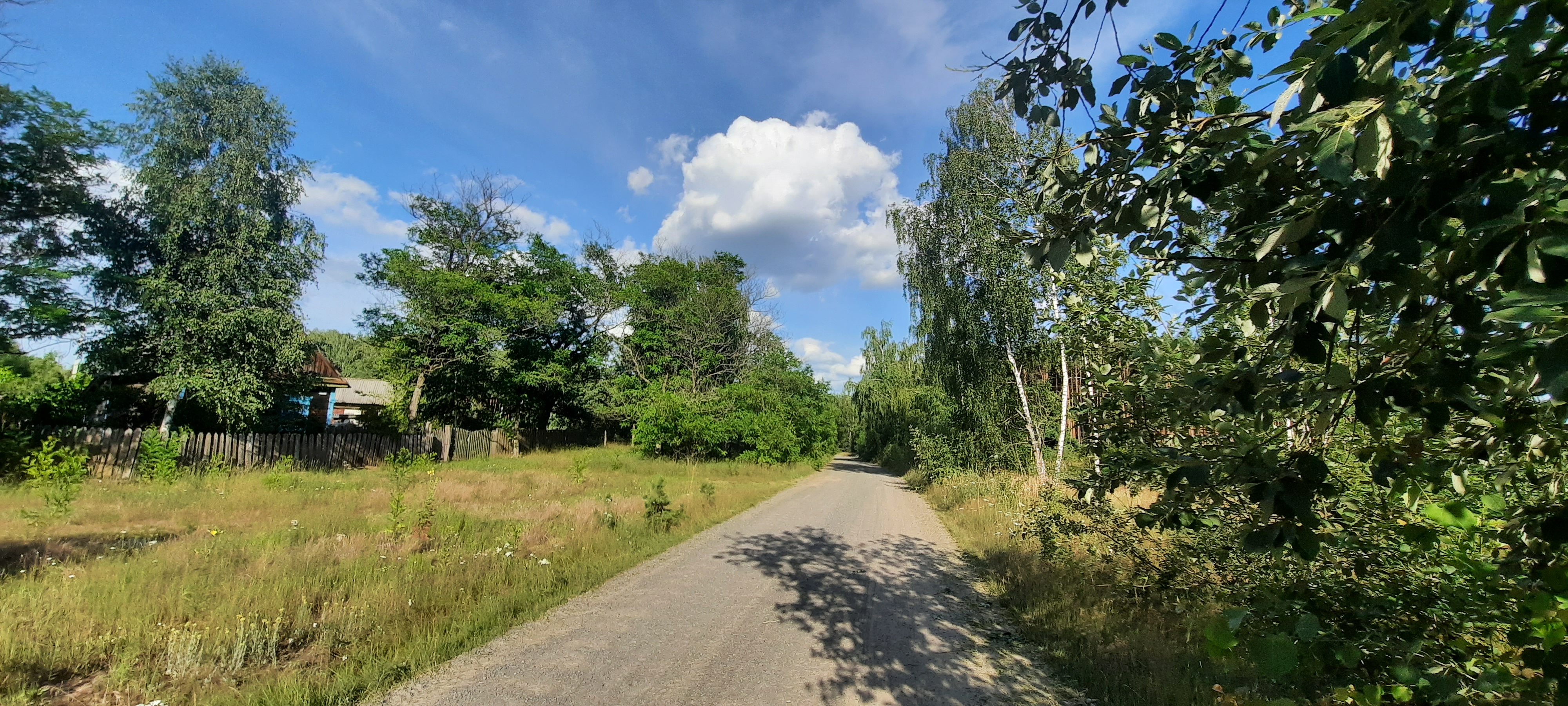